# Beulingstraat

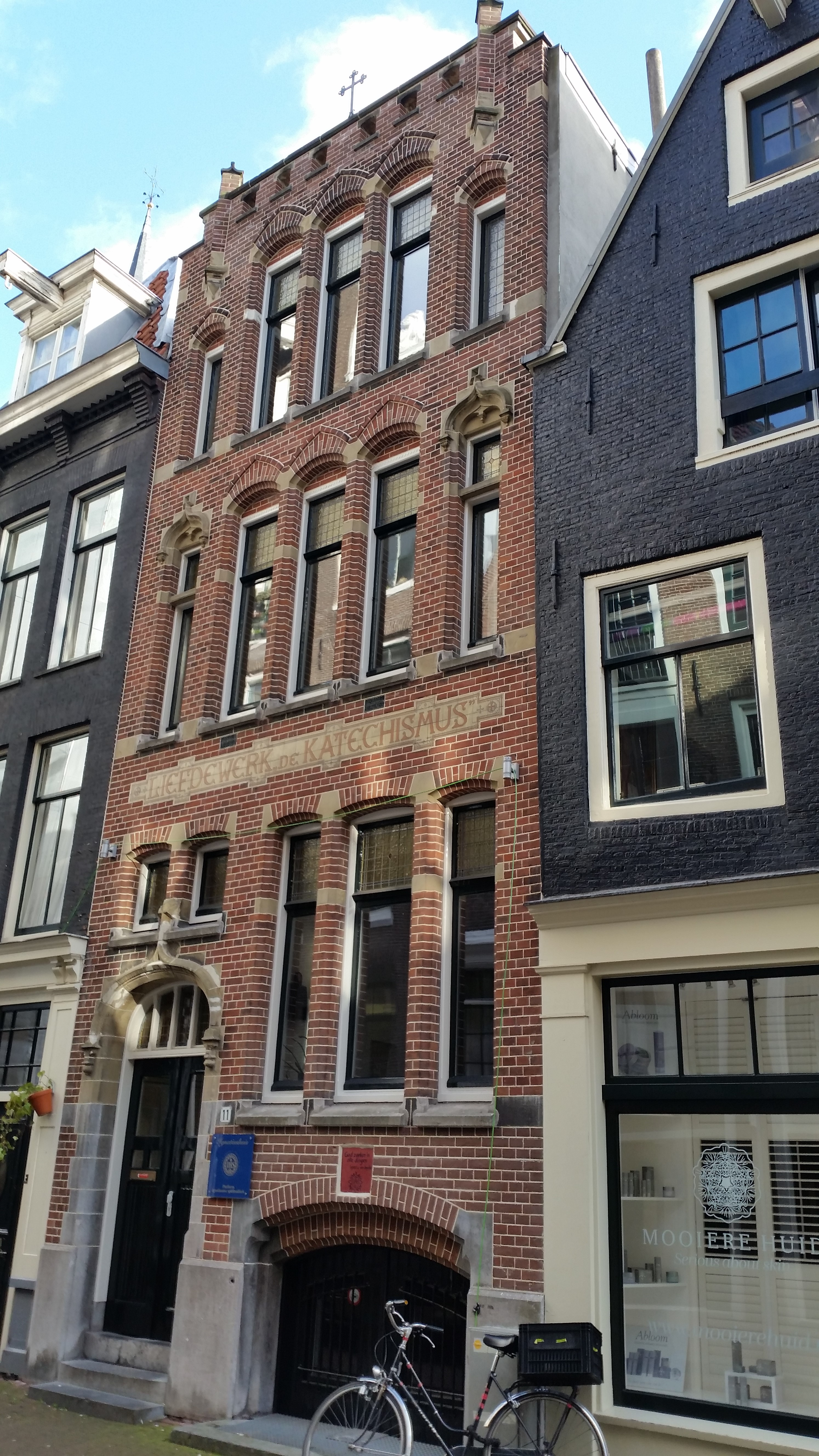
Ignatiushuis (februari 2019)

De Beulingstraat is een relatief korte straat in Amsterdam-Centrum. Ze is gelegen binnen de Grachtengordel.

## Naam en ligging
De Beulingstraat loopt parallel aan de Beulingsloot. Straat en sloot zijn mogelijk vernoemd naar een voormalige bewoner, Gerrit Jansz Beulinck, die daar rond 1660 gewoond heeft. Hij zou zijn aanwezigheid kenbaar hebben gemaakt door een uithangbord waar "de Beuling uithing". De straat is zichtbaar op de stadsplattegrond van Balthasar Florisz. van Berckenrode uit omstreeks 1625 en wordt dan vermeld als Beulinck Straet. De sloot heet dan nog Heere Dwars Burchwal; de gracht is derhalve later naar de straat genoemd. De Beulingstraat kwam reeds tot stand bij de stadsuitbreiding van 1585, die was bedoeld om de stad aan de westzijde van nieuwe vestingwerken te voorzien. Op de kaart van Pieter Bast (1597) is het straatje reeds aan twee zijden bebouwd.
Zowel straat als gracht ligt tussen het Singel en Herengracht; de straat iets zuidelijker dan de sloot. In het verlengde van de Beulingstraat ligt aan de overzijde van de Herengracht de noordelijke kade van de Leidsegracht, een directe verbinding is er echter niet.

## Gebouwen
De even huisnummers lopen op van 2 tot en met 10; de oneven nummers van 1 tot en met 27. Bijna alle gebouwen staande aan de Beulingstraat zijn of gemeentelijk monument of rijksmonument. Alleen de gebouwen met de nummers 9 en 23 zijn niet ingeschreven in het monumentenregister. Dat gebouw 23 geen monument is, is niet verwonderlijk. Het stamt uit rond 1963; er is een transformatorhuis op de begane grond gebouwd.

### Omschrijvingen even huisnummers
- Beulingstraat 2 A-H; rijksmonument; pand uit circa 1750 met halsgevel met palmet in de afdekking
- Beulingstraat 4; rijksmonument; pand uit circa 1700, een voormalig pakhuis met puntgevels een voor- en achterzijde; het gebouw loopt door tot aan de Beulingsloot
- Beulingstraat 6 A-L; rijksmonument; pak- en/of werkhuis uit de 17e of 18e eeuw, in de achtergevel is een frontonnetje zichtbaar; het gebouw loopt door tot aan de Beulingsloot
- Beulingstraat 8-10; gemeentelijk monument sinds 2007; een gebouw uit rond 1875 naar een ontwerp van Pieter Johannes Hamer en in 1898 nog aangepast door Willem Hamer jr. zodat het kon dienen voor onderbrenging van het Amsterdams Ziekenfonds; de bouwtekeningen spreken van verbouwen, maar tijdens de verbouwing verdwijnen de huisnummer 12 en 14; het complex wordt later samengevoegd met Herengracht 401 en biedt dan onderdak aan Castrum Peregrini

### Omschrijving oneven huisnummers
- Beulingstraat 1-3, rijksmonument sinds 1970; een gebouw van eind 17e begin 18e eeuw; het heeft een ingezwenkte halsgevel;
  - een gevelsteen op nummer 1 vermeldt De gulden ketel, deze gevelsteen werd pas bij een renovatie in 1987 geplaatst; eerder zat het op een ander gebouw in de stad, dat vermoedelijk afgebroken is, de gevelsteen lag jarenlang in het magazijn van de dienst Bureau Monumenten en Archeologie of haar voorgangers
  - een gevelsteen op nummer 3 laat een haan en een jongeman zien met jaartal 1974 en een R (symboliek onbekend), het werd toen als nieuwbouw opgeleverd[1]
- Beulingstraat 5-7, rijksmonument; een gebouw met twee woonhuizen met een gezamenlijke trapeziumgevel (een vroege versie van twee-onder-een-kap), waarin jaarstenen Anno 1700
- Beulingstraat 9; geen monument
- Beulingstraat 11; rijksmonument; waarin het Ignatiushuis gevestigd is
- Beulingstraat 13; rijksmonument; gebouw met een puntgevel en betimmerde pui waarin twee deuren
- Beulingstraat 15; rijksmonument; gebouw met een ingezwenkte halsgevel vermoedelijk uit de 18e eeuw
- Beulingstraat 17; rijksmonument; gebouw met halsgevel uit 18e eeuw met een houten ondergevel, vermoedelijk uit de tijd van bouwen; opnieuw twee naast elkaar geplaatste deuren;
- Beulingstraat 19; rijksmonument; gebouw met gevel onder een rechte lijst waarop een dakkapel; 18e of 19e eeuw; begin jaren tachtig bevond zich op dit adres het homohotel annex bar The Queens Head/The Kings Head, niet te verwarren met het in 1998 geopende homocafé The Queen's Head aan de Zeedijk
- Beulingstraat 21; rijksmonument; gebouw met gevel onder een rechte lijst met triglieven (18e eeuw) met daarboven een dakkapel
- Beulingstraat 23; uit omstreeks 1963; ontwerp van de Dienst der Publieke Werken
- Beulingstraat 25; rijksmonument en onderdeel van de collectie van de Vereniging Hendrick de Keyser; gebouw in Hollands classicisme, met verhoogde halsgevel met pilasters, klauwstukken, en oeils de boeuf; topfronton in 1957 opnieuw aangebracht; houten onderpui met twee toegangsdeuren met resp. stoep/bordes en trap, waarbij een van de deuren een gedeelde voordeur is; klassieke raamverdeling; op de tweede etage festoenen onder de ramen en onder het middenraam Anno 1653; het pand heeft een ontwerp van het type Philips Vingboons, verving in 1653 een ouder pand en werd gebouwd voor de verhuur, waarbij het souterrain, de bel-etage, en de eerste en tweede verdieping als drie separate woonruimtes waren ingedeeld met eigen ingang, en de derde verdieping voor opslag in gebruik was.
- Beulingstraat 27; rijksmonument; hoekhuis op de Herengracht; heeft aan de kant van de Beulingstraat een klokgevel uit 1964; de gevel heeft diverse bakstenen pilasters; ramen in klassieke raamverdelingen; toegangsdeur in verhoogd geplaatst met bordes; boven de deur snijraam; begane grond wordt van etages geschieden door houten lijst; begane grond heeft ingang aan Herengracht 403a.

### Beulingstraat 11
In dit gebouw vestigde zich rond 1907 het katholieke "Liefdewerk de Katechismus”. Het gebouw bevond zich in die jaren in een dermate slechte staat, dat Liefdewerk een oude vorm van crowdfunding betrachtte om geld bijeen te krijgen voor nieuwbouw. Vlak daarvoor was de nieuwbouw aanbesteed naar een ontwerp van architect Jac. Duncker Hillen & Roosen bouwde het in een mengeling van allerlei neostijlen. In 1985 vestigde zich de Jezuïeten in het pand, dat toen te boek stond als Ignatiushuis. Sinds 2007 is het een gemeentelijk monument.

## Afbeeldingen

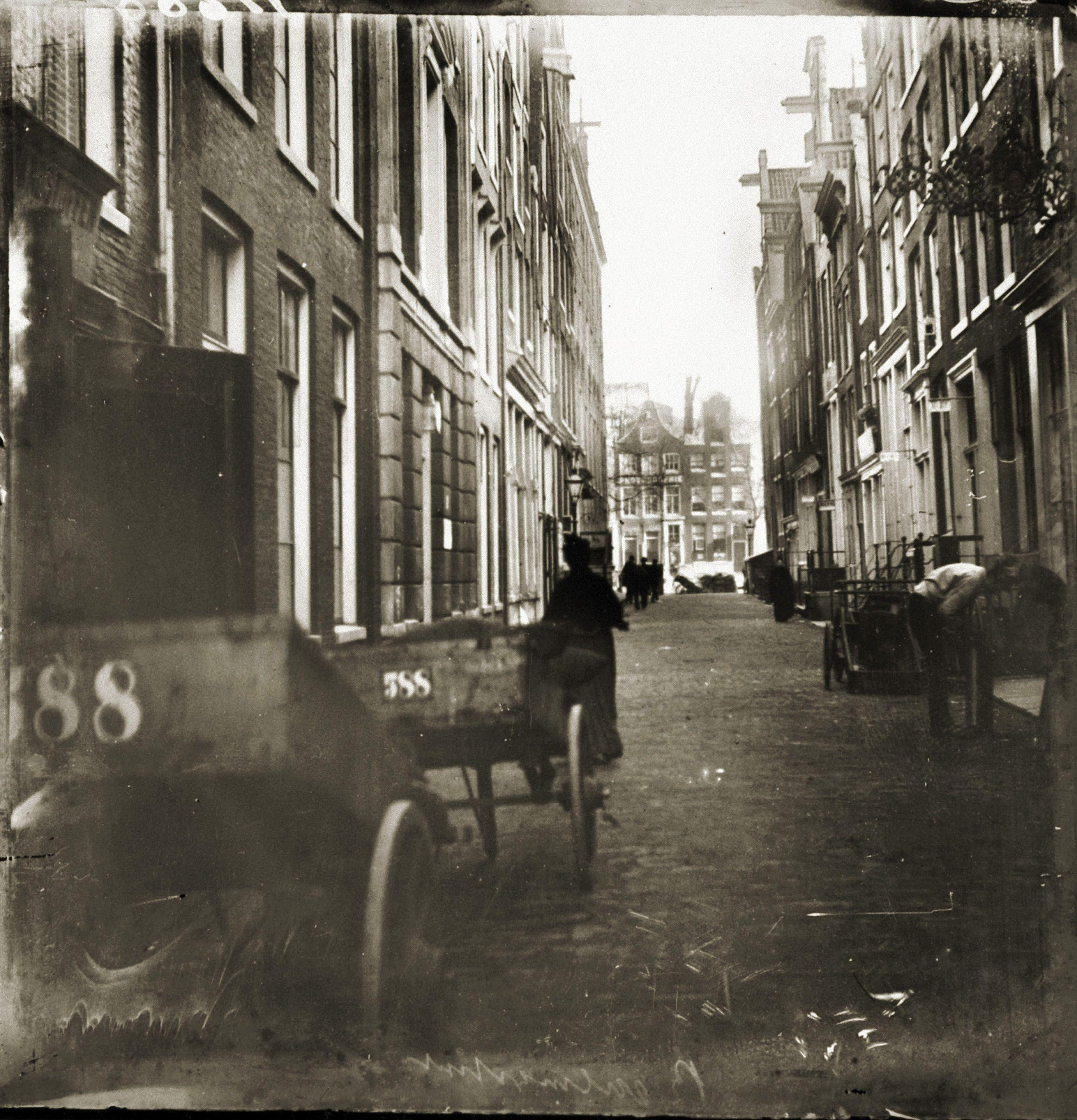
Beulingstraat vastgelegd door George Hendrik Breitner omstreeks 1895
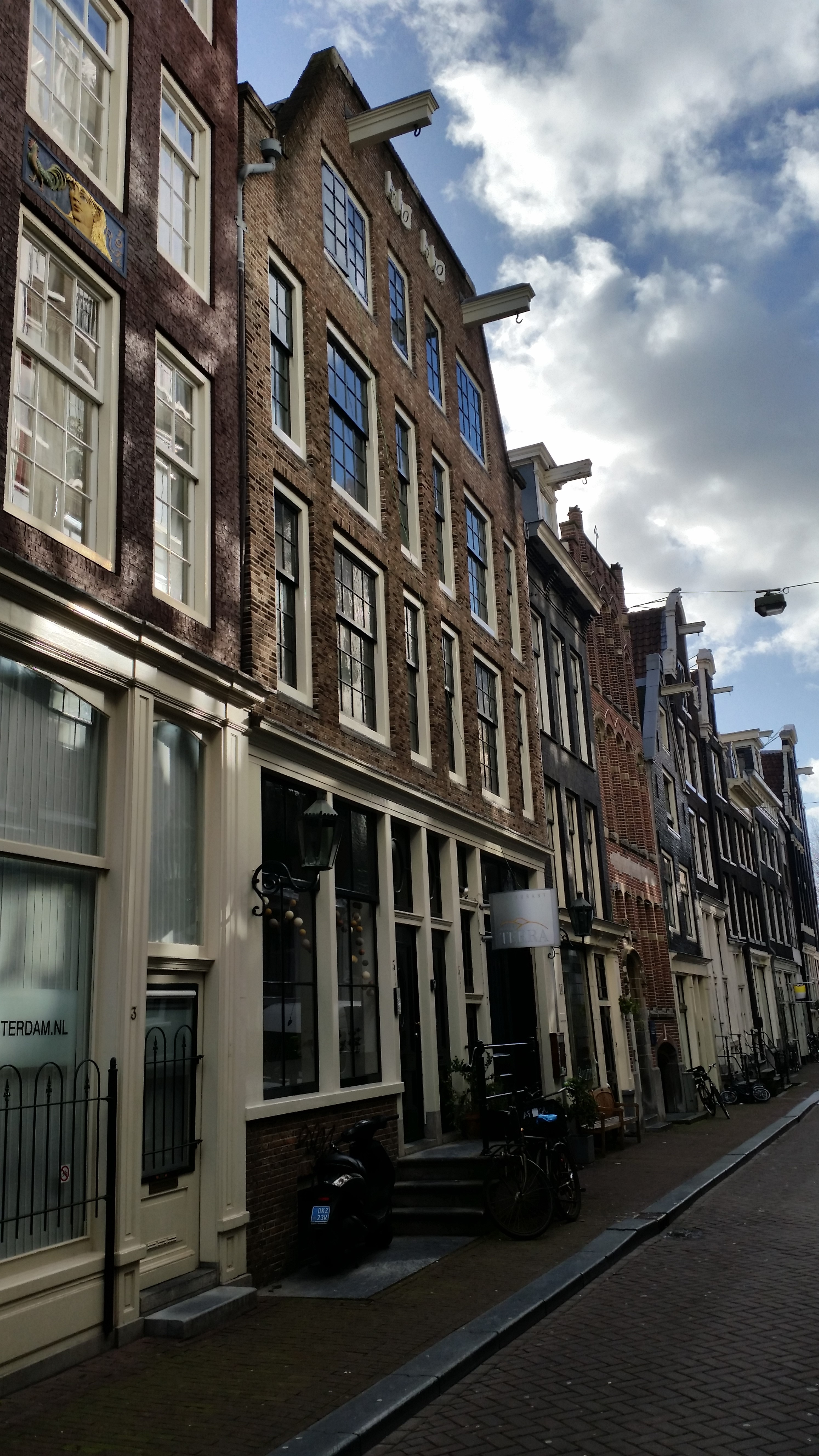
Beulingstraat 5-7 (februari 2019)
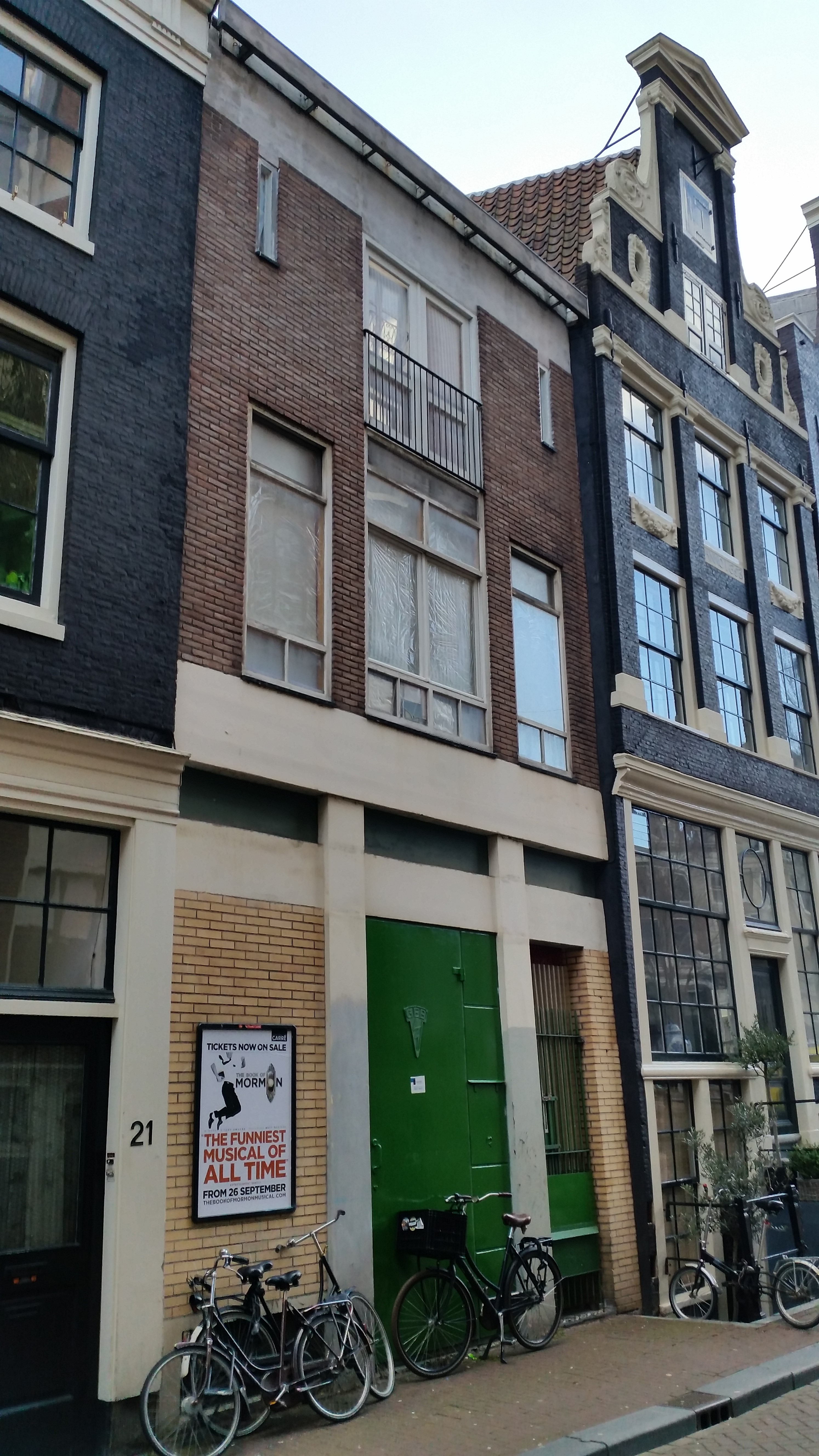
Beulingstraat 23 met afwijkende bouwstijl (februari 2019)
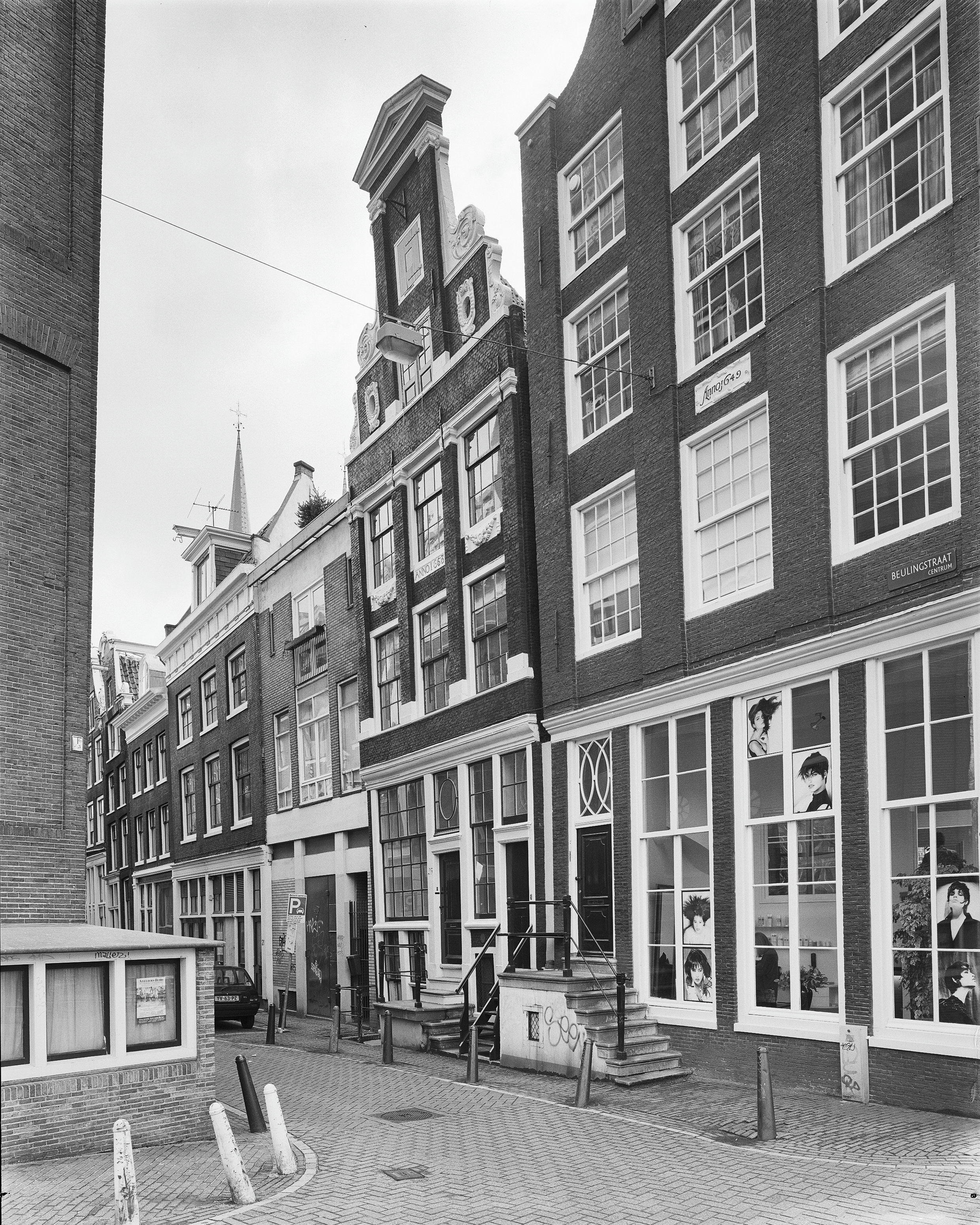
Beulingstraat op de hoek bij de Herengracht